# Євфимія Глібівна
Євфимія Глібівна (нар. 1184— пом. ?) — руська княжна, дочка чернігівського, канівського і білгородського князя Гліба Святославича й онука великого князя київського Святослава Всеволодича, який в 1190-х роках підтримував дружні стосунки з Візантією.
У 1194 була посватана візантійськими послами за «царевича» — найімовірніше, за Олексія — сина візантійського імператора Ісаака II Ангела. Проте шлюбу швидше всього не було укладено. Причиною ж можливого укладання шлюбу була ціль Ангелів зав'язати тісніший союз із руськими князями, оскільки Візантія перебувала у кризі.
На думку вчених, це свідчить, про значний вплив Святослава Всеволодовича за кордоном
Відомо, що з 1215 року Євфимія Глібівна стала дружиною князя переяславського Володимира-Дмитра Всеволодовича.